# Динаміка процесу руйнування гірської породи
Динаміка процесу руйнування гірської породи — зміна в часі зусиль на руйнуючому інструменті під впливом властивостей гірської породи, що руйнується, і особливостей кінематики гірничої машини.